# Vesiculomyces epitheloides
Vesiculomyces epitheloides är en svampart som beskrevs av Boidin, Lanq. & Gilles 1983. Vesiculomyces epitheloides ingår i släktet Vesiculomyces och familjen Peniophoraceae.   Inga underarter finns listade i Catalogue of Life.